# Elonex One
Elonex One är en datormodell tillverkad av Elonex. Datormodellen är en utmanare till både Asus Eee PC och OLPC XO, som alla är små datorer med liten prislapp.